# Jorge Molder
Jorge Molder (Lisboa, 1947), es un fotógrafo y escritor portugués, nombrado Caballero de la Orden del Infante Don Enrique en 1992.

## Biografía
Molder nació en 1947 en Lisboa. Es hijo de un judío originario de Hungría que llegó a Portugal en 1933, cuyo nombre original era Molnar (molinero), que falleció cuando Molder era un niño. Creció en el área de Marquês de Pombal, en Lisboa. Está casado con la filósofa portuguesa Maria Filomena Molder, con quien tiene dos hijas también artistas, la cantante Catarina Molder y la pintora Adriana Molder.
Molder se formó en Filosofía en la Facultad de Letras de la Universidad de Lisboa. Trabajó como psicólogo militar en la época de la guerra colonial portuguesa.  
Desde 1990, fue asesor de la Fundación Calouste Gulbenkian. Desde 1994 fue director del Centro de Arte Moderno José de Azeredo Perdigão (CAMJAP) de la Fundación Calouste Gulbenkian.

## Trayectoria
Molder emplea su cuerpo para crear sus obras, estableciendo categorías que se basan en analogías y relaciones, lo que le permite formar grupos y series de imágenes para determinar jerarquías visuales y conceptuales. Por ello, se le compara en ocasiones con la fotógrafa estadounidense Cindy Sherman, aunque él siempre ha desmentido cualquier tipo de relación. Sus obras tratan sobre el ser y la forma en que se hace presente, y, desde una perspectiva filosófica, están relacionadas con la ontología y con la fenomenología.
En 1977 realizó su primera exposición individual. Cuenta con una trayectoria nacional e internacional como fotógrafo y sus creaciones forman parte tanto de colecciones privadas como públicas, como las lisboetas de la Caixa Geral de Depósitos, la Fundação Luso-Americana para o Desenvolvimento y el Centro de Arte Moderna José de Azeredo de Perdigão de la Fundación Calouste Gulbenkian. Fuera de Portugal, las fotografías de Molder se pueden contemplar en el Instituto de Arte de Chicago, el Artothèque de Grenoble, el Everson Museum of Art de Syracusa (Nueva York), el Fonds National d'Art Contemporain y la Casa Europea de la Fotografía de París, el Museo de Arte Moderno de Róo de Janeiro en Brasil, el Museo Extremeño Iberoamericano de Arte Contemporáneo de Badajoz o el Museo Nacional Centro de Arte Reina Sofía de Madrid.
El Museo Nacional de Arte Contemporáneo de Lisboa exhibió su colección Jorge Molder. Rei, Capitão, Soldado, Ladrão, que también se expuso en 2015 en el espacio Picasso del Círculo de Bellas Artes de Madrid con el título Rico pobre mendigo ladrón.

## Obra literaria
En 1980, Molder publicó, junto a los poetas João Miguel Fernandes Jorge y Joaquim Manuel Magalhães una colección de poemas y fotografías titulada Uma Exposição. En 2008 publicó el libro Jorge Molder habla con José Augusto Bragança de Miranda. En 2015, presentó dos libros de su autoría, Un Dimanche y Rei Capitão Soldado Ladrão. Ese mismo año, se publicó un libro en torno a su obra, Negro Teatro de Jorge Molder, escrito por Alberto Ruiz de Samaniego.

## Reconocimientos
El 10 de junio de 1992 fue nombrado Caballero de la Orden del Infante Don Enrique. Fue artista invitado en la Bienal de São Paulo de 1994 y representó a Portugal en la Bienal de Venecia de 1999. En 2007 ganó el premio AICA (Asociación Internacional de Críticos de Arte). En 2010 ganó el Gran Premio EDP/Arte, uno de los reconocimientos más importantes de Portugal en el ámbito de las artes visuales.